# تيتكوين
تيتكوين (بالإنجليزية: Titcoin)؛ (رمزها: TIT) هي عملة معماة تم إطلاقها في عام 2014. مشتقة من شيفرة مصدرية لبيتكوين، مع تعديلات لتحسين سرعة وكفاءة المعاملات. تم تصميمها لصناعة الجنس تسمح للمستخدمين بالدفع مقابل المنتجات والخدمات الخاصة بالبالغين دون الخوف من تجريم تاريخ الدفع الذي يظهر على بطاقات الائتمان الخاصة بهم. تلقت العملة في عام 2015 ترشيحين في حفل توزيع جوائز إكس بي آي زد لعام 2015.

## روابط خارجية
- الموقع الرسمي